# Red Warriors
Red Warriors foren un grup skinhead que va enfrontar-se als feixistes a França als anys 80.

## Història
Els Red Warriors van ésser un grup creat el 1986. Al principi eren Greg i Simon que freqüentaven el món alternatiu. Aleshores el Simon només tenia 18 anys.
"Després d'un dia de festa ens vam plantejar de crear un grup seriosament. Era fotut pels que freqüentàvem el carrer haver d'assumir la llei dels boneheads, que s'organitzaven i vivien en bandes, al contrari de l'extrema esquerra que era normalment autònoma". La idea era crear una banda de lluita activa contra l'extrema dreta. Així, s'uniren uns quants més fins a un total de 14 a finals del 1987.
Normalment els 14 anaven junts o sinó sis o vuit. Tots eren més o menys skinheads. Per les accions directes, eren capaços d'ajuntar fins a 60 persones.
Les accions les feien perquè els nazis tinguessin por de sortir al carrer amb tota la seva perafernàlia (banderes franceses, cèltiques, esvàstiques…).
Els Red Warriors eren bastant menys nombrosos que els nazis, cosa que feia que les accions havien d'estar totalment organitzades per evitar qualsevol sorpresa. S'estudiava el terreny per evitar imprevists d'última hora. Les reunions de les accions eren ràpides i discretes, i es feien a casa d'uns o altres, o bé a espais okupats.
Tots practicaven algun esport de combat (Full contact, Tahï Boxing, Kung Fu…), tot i que també feien servir bats de Baseball.
Dins del grup en l'àmbit polític cadascú tenia les seves pròpies ideologies (tots antifeixistes i poc més), no hi havia problema de militància. Era simplement un odi vers l'extrema dreta.
Amb la policia no van tenir massa problemes, ja que sempre tenien coartades. Tot i que cada cop que els nazis rebien una pallissa, la policia els feia una visita. Només en Manu va tenir problemes i va haver d'estar 14 mesos a presó per portar armes i el Lionel, que encara és a presó.
Així de mica en mica van anar sorgint grups que també practicaven la caça de nazi. De totes maneres, molts d'aquests grups no estaven realment convençuts, els atreia massa el "look", i les seves accions no eren sempre intel·ligents.

## Argument
"No hem de deixar que l'extrema dreta ens domini per a rebel·lar-nos contra ella. No podem lluitar pacíficament contra una ideologia que té com a argument principal la violència. Busca els mitjans per lluitar contra l'extrema dreta. L'acció contra ells és l'únic mitjà, ja que l'argument polític no és suficient, ja que quan són molts ho senten, però quan són majoritaris t'aplasten".